# Adoretus pullus
Adoretus pullus är en skalbaggsart som beskrevs av Baudi 1870. Adoretus pullus ingår i släktet Adoretus och familjen Rutelidae. Inga underarter finns listade i Catalogue of Life.